# 马林·埃纳凯
马林·埃纳凯（羅馬尼亞語：Marin Enache；1934年7月24日—），罗马尼亚共产党中央政治执行委员会委员、中央书记处书记，罗马尼亚副总理。

## 生平
1934年，出生于罗马尼亚南部登博维察县瓦卡列斯特乡。
1951年，入团。
1952年，在铸铁高炉工作。
1953年，在劳动学院学习。
1955年，在工业技术学校、布加勒斯特理工学院机械系交通运输专业学习，获机械工程学硕士学位。
1958年，入党。
1959年，任布加勒斯特“八·二三”企业工长、罗马尼亚劳动青年联盟驻军队组织书记和副政委。
1960年，在罗共中央“斯特凡·乔治乌”社会政治学院进修。
1962年，任布加勒斯特“八·二三”企业党委组织书记。
1966年，任布加勒斯特“八·二三”企业党委第一书记。
1969年，任经济委员会委员。8月，罗共十大，为罗共中央候补委员。
1972年，任布加勒斯特市党委委员和布加勒斯特市第三区党委第一书记。
1974年，罗共十一大，为罗共中央委员。
1976年，任罗共中央委员会总书记顾问、罗共中央书记处政府事务指导员。
1980年，任罗共中央办公厅主任和全国劳动人民委员会书记。
1982年，任罗共中央书记处书记兼经济和社会活动工人监督中央委员会主席。10月，在罗共中央委员会全体会议上当选为罗共中央政治执行委员会候补委员，任罗共布拉索夫县委员会第一书记兼布拉索夫县人民委员会执行委员会主席。
1983年，任罗马尼亚社会主义共和国政府副总理。
1984年，任罗共加拉茨县委员会第一书记兼加拉茨县人民委员会执行委员会主席。
1984年，罗共十三大，仍为罗共中央政治执行委员会候补委员。
1985年，被免去罗共中央候补政治执委的职务，降为中央委员。12月，任罗马尼亚社会主义共和国政府冶金工业部部长。
1989年，罗共十四大，继续为罗共中央委员。12月，罗马尼亚革命。